# Polypedilum tamahamurai
Polypedilum tamahamurai är en tvåvingeart som först beskrevs av Sasa 1983.  Polypedilum tamahamurai ingår i släktet Polypedilum och familjen fjädermyggor. Inga underarter finns listade i Catalogue of Life.